# Patinação de velocidade em pista curta nos Jogos Olímpicos de Inverno de 2014 - 1000 m feminino

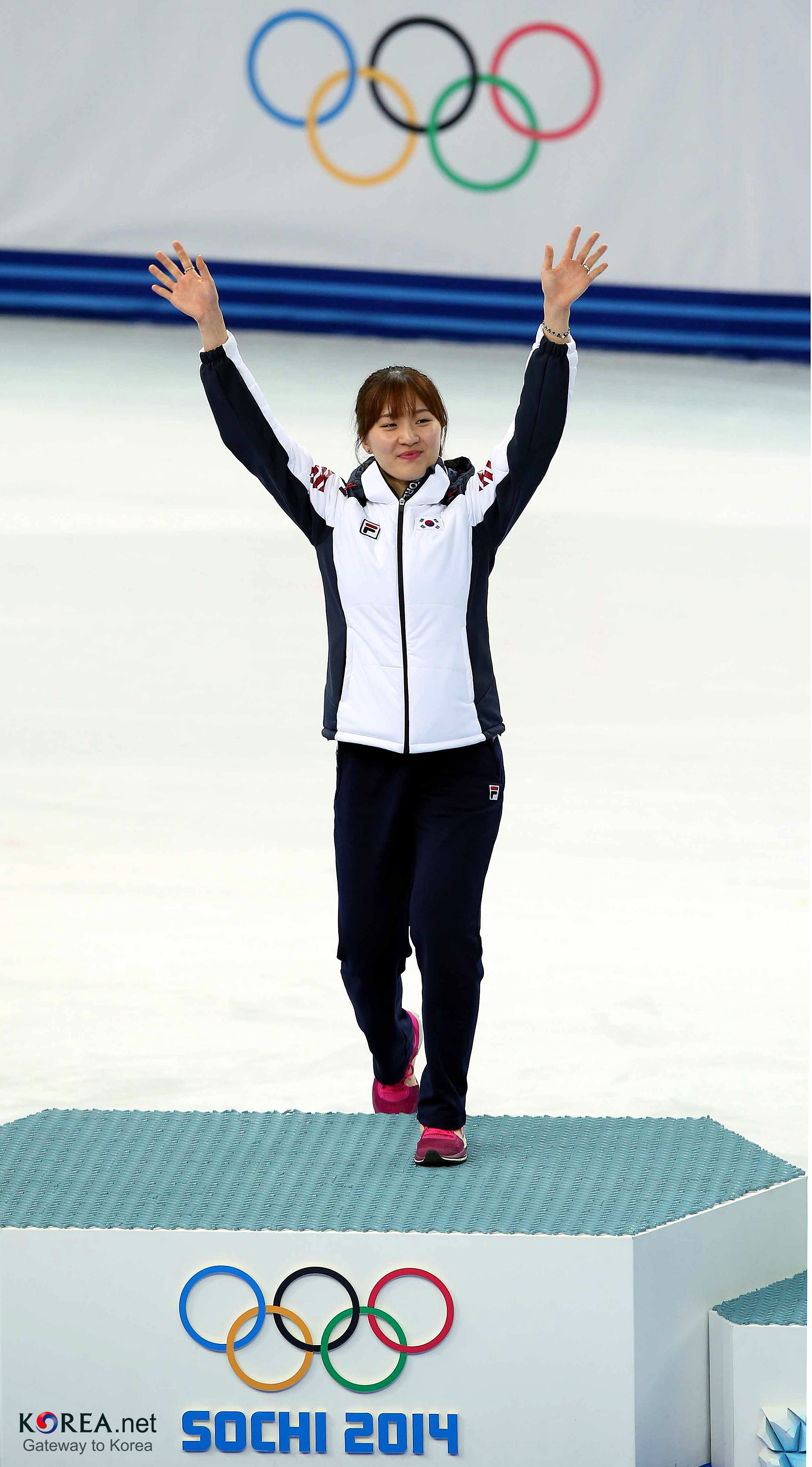
Park Seung-hi ganhou a medalha de ouro e Shim Suk-hee ganhou a medalha de bronze no revezamento feminino de 1.000 metros em pista curta nos Jogos Olímpicos de Inverno de Sochi

As competições de 1000 m feminino da patinação de velocidade nos Jogos Olímpicos de Inverno de 2014 foram disputadas no Palácio de Patinação Iceberg em Sóchi, nos dias 18 e 21 de fevereiro de 2014.

## Medalhistas
| Ouro   | KOR Park Seung-hi |
| Prata  | CHN Fan Kexin     |
| Bronze | KOR Shim Suk-hee  |

## Resultados

### Preliminares

#### Eliminatórias
Q — qualificada para as semifinais
ADV — avançou
PEN — pênalti
YC — cartão amarelo
| Pos. | Bateria | Atleta                   | Tempo    | Notas |
| ---- | ------- | ------------------------ | -------- | ----- |
| 1    | 1       | CHN Li Jianrou           | 1:31.187 | Q     |
| 2    | 1       | USA Jessica Smith        | 1:31.359 | Q     |
| 3    | 1       | RUS Tatiana Borodulina   | 1:31.559 |       |
| 4    | 1       | JPN Sayuri Shimizu       | 1:31.879 |       |
| 1    | 2       | KOR Park Seung-Hi        | 1:31.883 | Q     |
| 2    | 2       | USA Emily Scott          | 1:32.585 | Q     |
| 3    | 2       | KAZ Inna Simonova        | 1:32.599 |       |
|      | 2       | CZE Kateřina Novotná     |          | PEN   |
| 1    | 3       | CAN Valérie Maltais      | 1:28.771 | Q     |
| 2    | 3       | JPN Yui Sakai            | 1:29.824 | Q     |
| 3    | 3       | NED Yara van Kerkhof     | 1:29.980 |       |
| 4    | 3       | UKR Sofiya Vlasova       | 1:32.495 |       |
| 1    | 4       | KOR Shim Suk-Hee         | 1:31.046 | Q     |
| 2    | 4       | CAN Marie-Ève Drolet     | 1:31.273 | Q     |
| 3    | 4       | ITA Martina Valcepina    | 1:34.226 | ADV   |
|      | 4       | CHN Liu Qiuhong          |          | PEN   |
| 1    | 5       | KOR Kim A-Lang           | 1:31.640 | Q     |
| 2    | 5       | CHN Fan Kexin            | 1:31.713 | Q     |
| 3    | 5       | RUS Olga Belyakova       | 1:32.034 |       |
|      | 5       | LTU Agnė Sereikaitė      |          | PEN   |
| 1    | 6       | ITA Arianna Fontana      | 1:32.983 | Q     |
| 2    | 6       | FRA Véronique Pierron    | 1:33.022 | Q     |
| 3    | 6       | RUS Sofia Prosvirnova    | 1:36.521 |       |
|      | 6       | HUN Bernadett Heidum     |          | PEN   |
| 1    | 7       | GBR Elise Christie       | 1:30.588 | Q     |
| 2    | 7       | POL Patrycja Maliszewska | 1:32.975 | Q     |
| 3    | 7       | JPN Ayuko Ito            | 1:33.188 |       |
| 4    | 7       | ITA Elena Viviani        | 1:33.352 |       |
| 1    | 8       | AUS Deanna Lockett       | 1:34.845 | Q     |
| 2    | 8       | AUT Veronika Windisch    | 1:36.018 | Q     |
| 3    | 8       | NED Jorien ter Mors      | 1:46.661 | ADV   |
| 4    | 8       | CAN Marianne St-Gelais   | 2:05.206 |       |

#### Quartas de final
Q — classificada para as semifinais
ADV — avançou
PEN — pênalti
YC — cartão amarelo
| Pos. | Bateria | Atleta                   | Tempo    | Notas |
| ---- | ------- | ------------------------ | -------- | ----- |
| 1    | 1       | GBR Elise Christie       | 1:30.606 | Q     |
| 2    | 1       | KOR Park Seung-hi        | 1:30.801 | Q     |
| 3    | 1       | CAN Marie-Ève Drolet     | 1:31.668 |       |
|      | 1       | FRA Veronique Pierron    |          | PEN   |
| 1    | 2       | CAN Valérie Maltais      | 1:29.037 | Q     |
| 2    | 2       | NED Jorien ter Mors      | 1:29.119 | Q     |
| 3    | 2       | AUS Deanna Lockett       | 1:29.256 |       |
| 4    | 2       | JPN Yui Sakai            | 1:29.328 |       |
| 5    | 2       | AUT Veronika Windisch    | 1:30.017 |       |
| 1    | 3       | KOR Shim Suk-Hee         | 1:29.356 | Q     |
| 2    | 3       | CHN Fan Kexin            | 1:29.380 | Q     |
| 3    | 3       | USA Emily Scott          | 1:30.324 |       |
|      | 3       | ITA Arianna Fontana      |          | PEN   |
| 1    | 4       | USA Jessica Smith        | 1:32.088 | Q     |
| 2    | 4       | CHN Li Jianrou           | 1:32.129 | Q     |
| 3    | 4       | KOR Kim A-lang           | 1:32.154 |       |
| 4    | 4       | POL Patrycja Maliszewska | 1:32.376 |       |

#### Semifinais
QA — classificada para a final A
QB — classificada para a final B
ADV — avançou
PEN — pênalti
YC — cartão amarelo
| Pos. | Bateria | Atleta              | Tempo    | Notas |
| ---- | ------- | ------------------- | -------- | ----- |
| 1    | 1       | KOR Park Seung-hi   | 1:30:202 | QA    |
| 2    | 1       | USA Jessica Smith   | 1:30:409 | QA    |
| 3    | 1       | NED Jorien ter Mors | 1:30:481 | QB    |
| 4    | 1       | CAN Valérie Maltais | 1:56:511 | QB    |
| 1    | 2       | KOR Shim Suk-Hee    | 1:31.237 | QA    |
| 2    | 2       | CHN Fan Kexin       | 1:32.618 | QA    |
|      | 2       | CHN Li Jianrou      | PEN      |       |
|      | 2       | GBR Elise Christie  | PEN      |       |

### Finais

#### Final B (Consolação)
| Pos. | Atleta              | Tempo    | Notas |
| ---- | ------------------- | -------- | ----- |
| 5    | NED Jorien ter Mors | 1:36.835 |       |
| 6    | CAN Valérie Maltais | 1:36.863 |       |

#### Final A
| Pos.              | Atleta            | Tempo    | Notas |
| ----------------- | ----------------- | -------- | ----- |
| Medalha de ouro   | KOR Park Seung-hi | 1:30.761 |       |
| Medalha de prata  | CHN Fan Kexin     | 1:30.811 |       |
| Medalha de bronze | KOR Shim Suk-Hee  | 1:31.027 |       |
| 4                 | USA Jessica Smith | 1:31.301 |       |

Legenda
| Recorde mundial      | Recorde mundial (World record)               |                       | Recorde africano                      | Recorde africano (African) |                                           | Q | Classificado por posição (Qualified) |
| Recorde olímpico     | Recorde olímpico (Olympic record)            | Recorde da América    | Recorde da América (Americas)         | q                          | Classificado por melhor tempo (Qualified) |   |                                      |
| Melhor marca do ano  | Melhor marca do ano (World leading)          | Recorde asiático      | Recorde asiático (Asian)              | DNS                        | Não largou (Did not start)                |   |                                      |
| Recorde nacional     | Recorde nacional (National record)           | Recorde europeu       | Recorde europeu (European)            | DNF                        | Não terminou (Did not finish)             |   |                                      |
| Recorde pessoal      | Recorde pessoal do atleta (Personal best)    | Recorde da Oceania    | Recorde da Oceania (Oceania)          | DSQ / DQ                   | Desclassificado (Disqualified)            |   |                                      |
| Recorde da temporada | Recorde da temporada do atleta (Season best) | Recorde sul-americano | Recorde sul-americano (South America) | NM                         | Sem marca (No mark)                       |   |                                      |